# Saint-Symphorien (Ille y Vilaine)
 Saint-Symphorien es una población y comuna francesa, situada en la región de Bretaña, departamento de Ille y Vilaine, en el distrito de Rennes y cantón de Hédé.
En 1973, Saint-Symphorien fue incorporada, junto con Bazouges-sous-Hédé, a Hédé. El primero de enero de 2008 recuperó su condición de comuna de pleno derecho, mientras el resto de la comuna pasó a llamarse Hédé-Bazouges.

## Demografía
| 572 | 540 | 583 | 584 | 545 | 588 | 562 | 590 | 598 | 608 | 594 | 583 | 588 | 573 | 589 | 621 | 563 | 552 | 501 | 477 | 418 | 409 | 421 | 385 | 351 | 326 | 351 | 349 |
| Para los censos de 1962 a 1999 la población legal corresponde a la población sin duplicidades (Fuente: INSEE [Consultar]) |     |     |     |     |     |     |     |     |     |     |     |     |     |     |     |     |     |     |     |     |     |     |     |     |     |     |     |